# Andradit

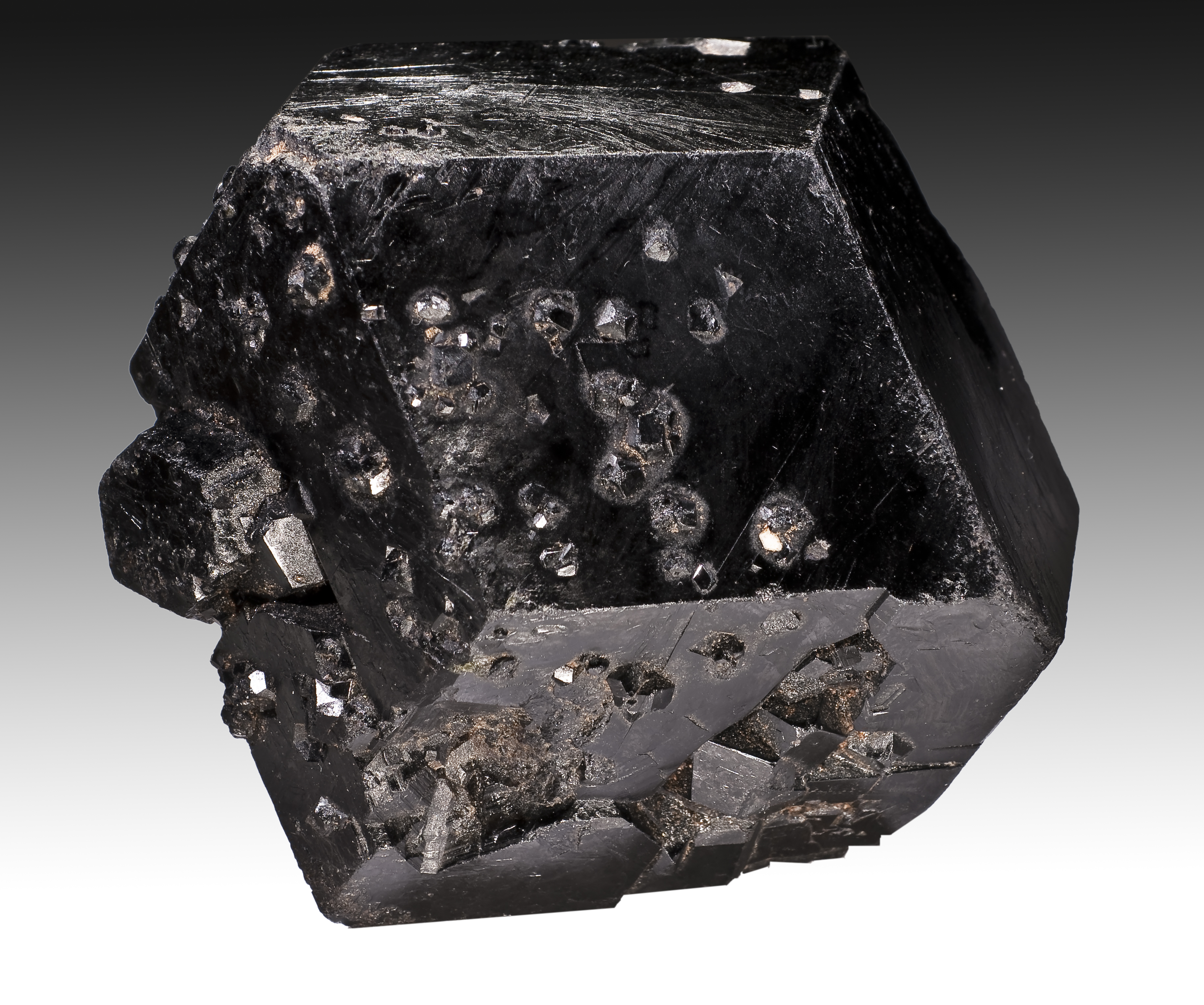
Fekete andradit (melanit).

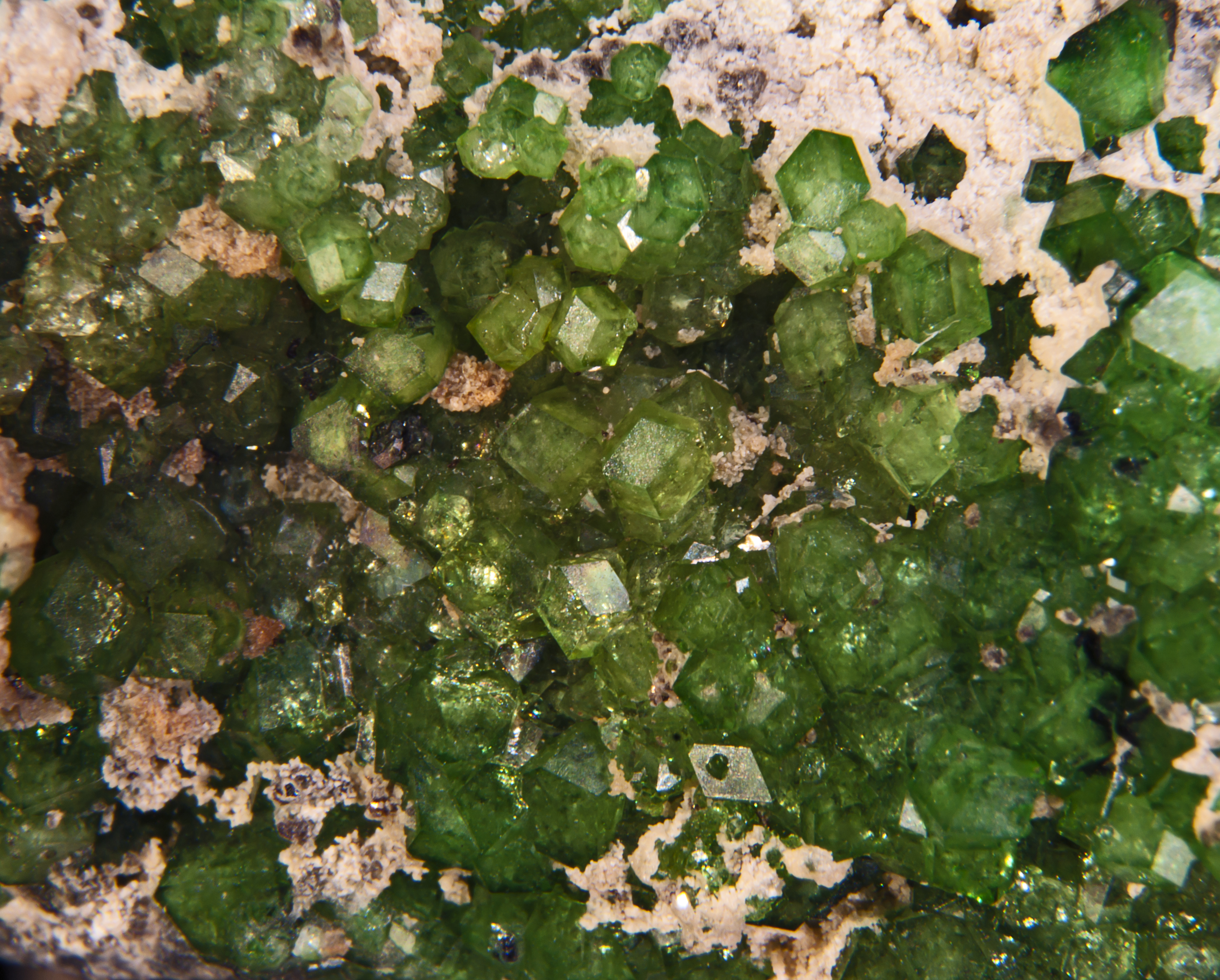
Fekete andradit (Demontoid).

Az andradit (kalcium-vas nezoszilikát) a IV. Szilikátok ásványosztályon belül a gránátcsoport ásvány együttesébe tartozik. Szabályos kristályrendszerben kristályosodik, leggyakrabban a rombdodekaéder és deltoidikozi-tetraéder lapjai jelennek meg kristályain. Szépen fejlett kristályait gyakran ékszer-kőnek is használják.

## Nevének eredete
Brazíliában a 18. században fedezték fel, nevét a felfedezőről, José Bonifácio de Andrada e Silva portugál mineralógusról kapta.

## Kémiai és fizikai tulajdonságai
- Képlete: Ca3Fe3+2(SiO4)3
- Szimmetriája: szabályos kristályrendszerben, több tengely- és lapszimmetriája létezik.
- Sűrűsége: 3,8–3,9 g/cm³.
- Keménysége: 6,5–7,0 kemény ásvány (a Mohs-féle keménységi skála szerint).
- Hasadása: nem hasítható.
- Törése: kagylósan, könnyen törik
- Fénye: üveg vagy gyantafényű.
- Átlátszósága: átlátszó vagy áttetsző.
- Pora:  fehér, színtelen.
- Kémiai összetétele
  - Kalcium (Ca) =23,7%
  - Vas (Fe) =22,0%
  - Szilícium (Si) =16,6%
  - Oxigén (O) =37,7%

## Különleges változatai
- - Melanit, sötétvörös vagy fekete kristályok. Elnevezése a fekete színre utal, gyászékszerként használták. Kémiailag: Ca FeTi(SiO4)3.  Titániumandraditnek is nevezik.
  - Demontoid zöldes színű enyhe sárgás árnyalattal, melyet a krómszennyeződés okoz. Elnevezése a gyémánthoz való hasonlóságára utal. Az Urál-hegység középső szakaszán Jekatyerinburg közelében a Bobrovka folyó völgyében találták első példányait, 1853-ban, a cári korona díszítésénél is felhasználták. Urali smaragdnak vagy bobrovkai gránátnak is nevezik, az 1 karát fölötti példányok ritka ékkőnek számítanak. Kémiai összetétele azonos a melanitéval.
  - Topazolit sárgás-zöld nagyon ritka változat, ami könnyen téveszthető a topázzal.

## Keletkezése
Kontakt metamorf formában gyakran gránithoz kötődően keletkezik. A metamorf képződésben sokszor különféle palákhoz és szerpentinekhez kapcsolódik. Szkarnosodás során is keletkezik.
Hasonló ásvány: az almandin és a pirop.

## Előfordulásai
Több centiméter nagyságú kristályai is előfordulnak Oroszországban a középső urali területeken. Franciaországban, Németországban Kaiserstuhl közelében, Olaszországban Livorno közelében, a topazolit Genova és Torino környékén, melanit a Vezúv közelében és Elba szigetén. Norvégiában barnás-fekete kristályokban Arendal közelében. Az Amerikai Egyesült Államokban Észak-Karolina és New Jersey szövetségi államokban vöröses-fekete példányokat találtak. Brazília területén több helyen. 1996-ban Namíbia területén találták meg a demontoid szép példányait.